# Jaakko Suolahti

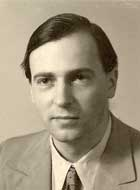
Jaakko Suolahti 1954

Jaakko Suolahti (geboren am 18. Januar 1918 in Kulosaari, Helsinki; gestorben am 28. Januar 1987 in Helsinki) war ein finnischer Historiker.
Suolahti war der Sohn des Historikers Gunnar Suolahti und dessen Frau Ilta Emilia Bonsdorff. Von 1955 bis 1960 war er Dozent an der Universität Helsinki, bevor er dort Professor für Allgemeine Geschichte wurde. Er hatte die Professur bis 1981 inne. Während dieser Zeit war er in Nachfolge Henrik Zilliacus von 1962 bis 1965 Direktor des Institutum Romanum Finlandiae in Rom. 
Obwohl Professor für Allgemeine Geschichte, galt sein Forschungsinteresse vor allem der Sozial- und Kulturgeschichte des Römischen Reiches.

## Schriften (Auswahl)
- On the Persian sources used by the Byzantine historian Agathias (= Studia orientalia. Bd. 13, Nr. 9, ISSN 0039-3282). Societas Orientalis Fennica, Helsinki 1947, (online).
- The Junior Officers of the Roman Army in the Republican Period. A Study on Social Structure (= Suomalaisen Tiedeakatemian toimituksia. Series B, 97, ISSN 0066-2011). Suomalainen Tiedeakatemia, Helsinki 1955, (Zugleich: Helsinki, Universität, Dissertation, 1954/1955).
- The Roman censors. A study on social structure (= Suomalaisen Tiedeakatemian toimituksia. Series B, 117). Suomalaisen Kirjallisuuden Kirjapaino, Helsinki 1963.